# El-Khroub
El-Khroub (în arabă الخروب) este o comună din provincia Constantine, Algeria.
Populația comunei este de 179.033 locuitori (2008).